# Jevgenij Mravinskij
Jevgenij Alexandrovič Mravinskij (rusky Евгений Александрович Мравинский; 22. květnajul./ 4. června 1903greg., Petrohrad, Ruské impérium – 19. ledna 1988 Leningrad, Sovětský svaz) byl význačný ruský resp. sovětský dirigent a hudební pedagog.

## Biografie
Pocházel ze šlechtické rodiny a nejprve vystudoval biologii. Až poté, co začal jako klavírista a korepetitor spolupracovat s baletem Kirovova divadla, zahájil studia na leningradské konzervatoři, která ukončil v roce 1931. Dirigování tam studoval u Nikolaje Malka a Alexandra Gauka, skladbu u Vladimira Ščerbačova. Poté nastoupil do Kirovova divadla, ale zahájil také spolupráci s Leningradskou filharmonií, s níž byl poté dlouhá léta neodlučně spojen. Jejím hlavním dirigentem se stal v roce 1938 po vítězství ve Všesvazové dirigentské soutěži a zůstal jím až do své smrti ve věku 84 let.

## Hudební dráha
Vynikl především v interpretaci vrcholných symfonií, zejména Beethovena, Antona Brucknera nebo Čajkovského. Ve světových premiérách uvedl symfonie Dmitrije Šostakoviče, a to pátou a všechny další – od sedmé do dvanácté s výjimkou poslední třinácté symfonie. Podobně dirigoval některé světové premiéry děl Sergeje Prokofjeva (6. symfonie), Arama Chačaturjana a dalších. Šostakovič mu svou 8. symfonii osobně věnoval. Řídil také sovětskou premiéru baletů Apollo a Agón Igora Stravinského.
Leningradská filharmonie díky němu získala vysoké renomé po celém světě, i když třeba zájezd do USA s ní absolvoval jen jednou v roce 1962. Výborný ohlas za hranicemi měly jeho nahrávky, zejména ruské hudby – a z nich nejvíce nahrávka z roku 1961, na které jsou zaznamenány tří poslední Čajkovského symfonie. Pod jeho vedením vynikala především smyčcová sekce orchestru, která hrála s velkým rozpětím dynamiky, výrazu, barev i jasně oddělených stupňů vibráta. Několikrát dirigoval i v tehdejším Československu, hostoval za pultem České filharmonie už na dvou koncertech prvního ročníku Pražského jara v roce 1946 (s houslistou Davidem Oistrachem a klavíristou Lvem Oborinem), v roce 1955 hrála pod jeho vedením na dvou koncertech Pražského jara Leningradská filharmonie.
Proslul jako nekompromisní dirigent, který požadoval od orchestru přísné plnění svých požadavků. I obecně známý repertoár před koncertem procházel s orchestrem na mnoha zkouškách, při nichž připravoval interpretaci děl do posledního detailu. Pro Leningradskou filharmonii byl „drakonickým, diktátorským tyranem, který bez odpočinku zkoušel do posledního detailu ve svém fanatickém úsilí o uměleckou a technickou dokonalost.“ Navzdory úporným zkouškám ho jeho fóbie z vystupování někdy vedla k tomu, že na poslední chvíli odstupoval z řízení koncertů a nechával se zastupovat. Jeho dirigentský styl byl velmi úsporný, vystačil s minimálním gestem. Jeho nastudování byla prostá pathosu a sentimentalismu, vynikala pochopením pro symfoničnost.
Byl pedagogem na leningradské konzervatoři, od roku 1963 profesorem. Mezi jeho nejvýznamnější žáky patřili Valerij Gergijev, Mariss Jansons a Jurij Těmirkanov, který se stal u Leningradské filharmonie jeho nástupcem.
Vedení Sovětského svazu ho ocenilo řadou vyznamenání, např. Leninovým řádem, řádem Hrdiny socialistické práce (1973) a také titulem národní umělec SSSR (1954).